# Голям Бръшлен
Остров Голям Бръшлен (или Голям Бръшлян) е български дунавски остров, разположен от 449,5 до 454 км по течението на реката в Област Силистра, община Тутракан. Площта му е 1,4 km2, която му отрежда 16-о място по големина сред българските дунавски острови.
Островът се намира северно от село Бръшлен, община Тутракан. Има удължена форма с дължина 3,9 км и максимална ширина от 0,5 км. От българския бряг го отделя канал с минимална ширина от 370 м. Най-голямата му надморска височина е 27 м и се намира в централната му част и представлява около 15 м денивелация над нивото на река Дунав. Образуван е от речни наноси и е обрасъл предимно с върба. При високи дунавски води ниските му части се заливат. На острова успешно вирее канадска топола. Югозападно от него се намира по-малкия остров Малък Бръшлен, който е в непосредствена близост до българския бряг.

## Топографска карта
- Лист от карта L-35-137. Мащаб: 1 : 100 000.